# یواس‌اس ای‌آرال-۶
یواس‌اس ای‌آرال-۶ (به انگلیسی: USS ARL-6) یک کشتی بود که طول آن ۳۲۸ فوت (۱۰۰ متر) بود. این کشتی در سال ۱۹۴۳ ساخته شد.